# Vlastimil Picek
Vlastimil Picek (* 25. října 1956 Turnov) je český voják a politik, armádní generál armády České republiky a v letech 2013–2014 ministr obrany České republiky ve vládách Petra Nečase a Jiřího Rusnoka.
V letech 2003–2007 zastával funkci náčelníka Vojenské kanceláře prezidenta republiky, v období 2007–2012 byl náčelníkem Generálního štábu Armády České republiky a od září 2012 do března 2013, s krátkým přerušením v prosinci 2012, prvním náměstkem ministra obrany.
V roce 2014 se stal starostou města Brandýs nad Labem-Stará Boleslav, o rok později pak předsedou hnutí Podpora občanů.

## Vzdělání a osobní život
Vlastimil Picek se narodil v Turnově. Je ženatý a jeho choť je Dagmar Picková, mají spolu dva syny Tomáše a Ondřeje. V roce 1975 vystudoval Vojenskou střední odbornou školu v Novém Mestě nad Váhom. V letech 1976–1981 studoval na Vojenské akademii v Brně. Mezi léty 1978–1982 pokračoval interním studiem Vojenské akademie v Brně. Od roku 1982–1983 navázal studiem vojenského zpravodajství na této Vojenské akademii. V roce 1993 absolvoval postgraduální studium na Českém vysokém učení technickém v Praze, v roce 1997 pak absolvoval vyšší akademický kurz Generálního štábu na Vojenské akademie v Brně. Než začal vojenskou kariéru, pracoval mezi léty 1975–1978 jako rádiový technik. Mezi jeho zájmy patří sporty především tenis a lyžování.
V letech 1977–1990 členem KSČ, pak nestraník.
 V květnu 2013 server Česká pozice kritizoval jmenování Pickovy přítelkyně Miry Třebické ředitelkou odboru komunikace a propagace.

## Profesní kariéra v armádě a politice
Působil v řadě armádních funkcí:
- starší rádiový mechanik (1975–1978)
- zástupce velitele praporu pro technické věci (1983–1986)
- starší důstojník velitelství Protivzdušné obrany státu (PVOS) (1986–1989)
- náčelník skupiny velitelství letectva a PVOS (1989–1993)
- náčelník spojovacího vojska velitelství 4. sboru PVO (1993–1994)
- náčelník oddělení odboru spojovacího vojska GŠ AČR (1994–1995)
- zástupce náčelníka spojovacího vojska GŠ AČR (1995–1996)
- náčelník spojovacího vojska GŠ AČR (1996–1997)
- náčelník odboru operačně-taktických systémů velení a řízení GŠ AČR (1997–2000)
- náčelník sekce velení a řízení GŠ (2000–2001)
- náčelník spojovacího vojska AČR (2000–2001)
- náčelník sekce velení a řízení GŠ AČR[6] (2001–2003)
- bezpečnostní ředitel Ministerstva obrany (2001–2003)
- náčelník Vojenské kanceláře prezidenta republiky (2003–2007)
- náčelník Generálního štábu AČR (2007–2012)
- první náměstek ministra obrany (18. 9. – 13. 12. 2012, 21. 12. 2012 – 19. 3. 2013)
- ministr obrany ČR (19. 3. 2013 - 29. ledna 2014)

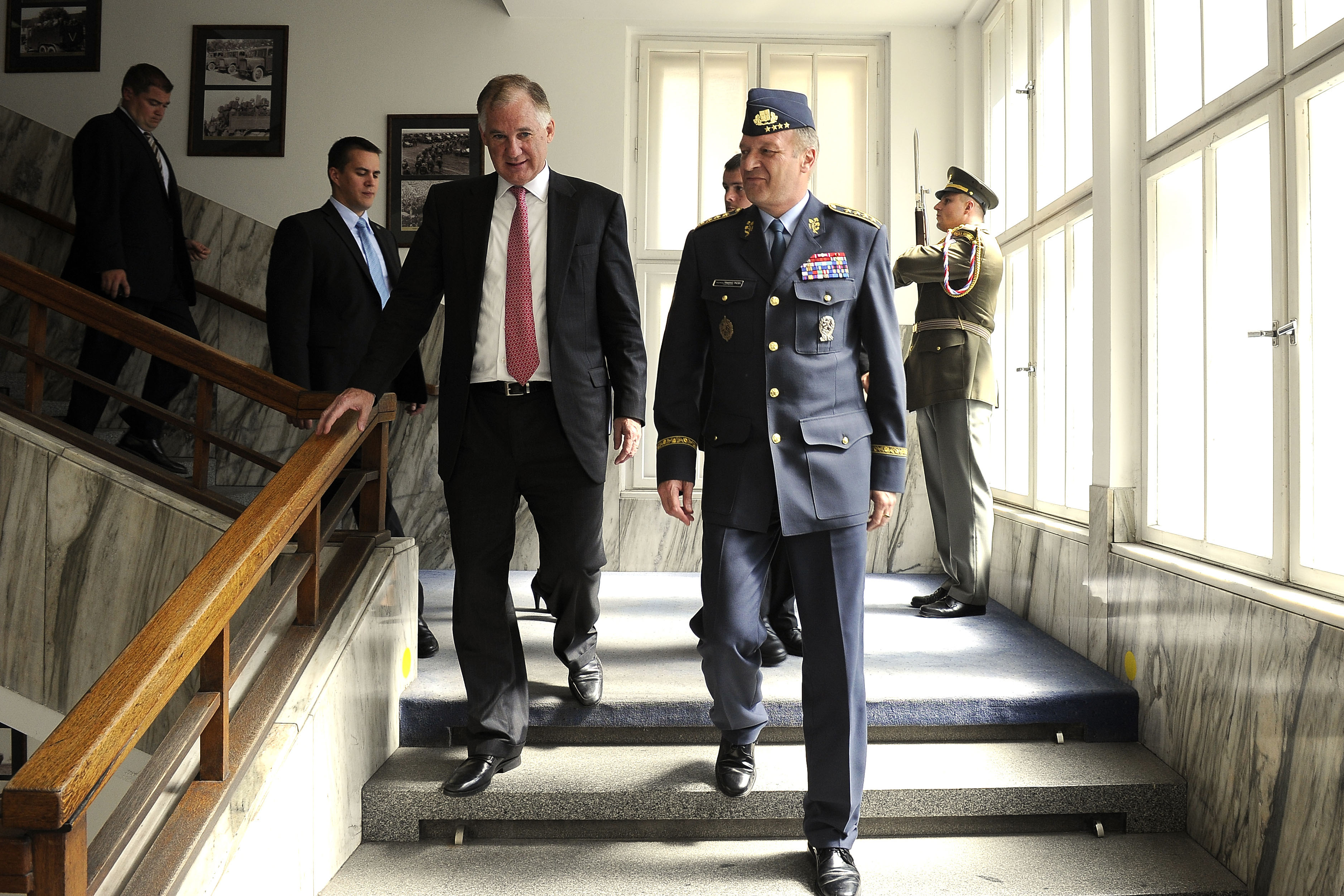
Vlastimil Picek jako náčelník generálního štábu AČR v červnu 2011 v Praze vyprovází náměstka ministra obrany USA Williama J. Lynna.

Od května 2003 do 1. března 2007 byl náčelníkem Vojenské kanceláře prezidenta republiky Václava Klause.
Od 1. března 2007 do 30. června 2012 byl náčelníkem Generálního štábu Armády České republiky. Do funkce ho jmenoval prezident republiky Václav Klaus. S odchodem z funkce náčelníka Generálního štábu odešel z armády.
Od 18. září 2012 byl prvním náměstkem ministra obrany Alexandra Vondry, nová ministryně obrany Karolína Peake jej 13. prosince 2012, den po svém nástupu do funkce, z funkce odvolala. V poslanecké sněmovně to poté zdůvodnila tím, že je výdobytkem demokracie, aby v nejužším vedení Ministerstva obrany zasedali civilisté, a že si Picka (který se civilistou stal v červnu 2012) velmi váží. V chatu iDnes.cz 21. prosince uvedla, že důvodem odvolání bylo i to, že Picek nedostatečně ovládá cizí jazyky.Peake 21. prosince ve videorozhovoru pro iDnes.cz k jeho odvolání řekla: „Podcenila jsem blízký vztah mezi armádním generálem Pickem a prezidentem Václavem Klausem. Vědět to, byla bych opatrnější, nechtěla jsem udělat krok, který by pan prezident vnímal jako nějakou schválnost proti němu.Politolog Josef Mlejnek jr. se domníval, že Petru Nečasovi s Václavem Klausem velela (nebo hodně „napovídala“) skrytá struktura v pozadí, která je v konkurenčním vztahu se strukturou stojící za Peake, co se týče boje o vliv, o zakázky a o beztrestnost za předchozí činy. Po odvolání Karolíny Peake z funkce ministryně dne 20. prosince jej předseda vlády Petr Nečas, kterého 21. prosince 2012 prezident Klaus pověřil vedením ministerstva obrany, hned tentýž den vrátil do funkce.Dne 19. března 2013 jej prezident republiky Miloš Zeman jmenoval ministrem obrany.
V roce 2014 vstoupil do hnutí Podpora občanů a za toto hnutí byl v komunálních volbách v roce 2014 zvolen do zastupitelstva města Brandýs nad Labem-Stará Boleslav. A 13. listopadu ho zastupitelstvo zvolilo starostou města.
V roce 2015 se stal předsedou hnutí Podpora občanů.

## Hodnosti a ocenění

### Data povýšení
- brigádní generál – 14. března 2001
- generálmajor – 8. května 2003
- generálporučík – 8. května 2006
- armádní generál – 28. října 2009

### Vyznamenání
Francie
- komandér Řádu čestné legie

Česko
- Záslužný kříž III., II. a I. stupně
- Medaile Armády České republiky III. a II. stupně
- Čestný pamětní odznak 50 let NATO
- Pamětní odznak Summit NATO Praha 2002
- Pamětní odznak NATO 1999-2004
- Čestný pamětní odznak Přemysla Otakara II., krále železného a zlatého
- Čestný pamětní odznak za službu v mírové misi na Balkáně
- Pamětní odznak velitelství vzdušných sil
- Medaile Za zásluhy o obranu vlasti
- Medaile Za službu vlasti

### Jiná ocenění
V roce 2011 mu Česká rada dětí a mládeže udělila mimořádnou Cenu Přístav.